# AS Douanes Niamey
Association Sportive des Douanes de Niamey w skrócie AS Douanes – nigerski klub piłkarski grający w nigerskiej pierwszej lidze, mający siedzibę w mieście Niamey.

## Sukcesy
- I liga[1]:
  - mistrzostwo (2): 2013, 2015

- Puchar Nigru[2]:
  - zwycięstwo (2): 2016, 2022

- Superpuchar Nigru[3]:
  - zwycięstwo (2): 2013, 2015

## Występy w afrykańskich pucharach
| Sezon     | Rozgrywki           | Runda   | Kraj    | Klub             | Dom | Wyjazd | Dwumecz |
| --------- | ------------------- | ------- | ------- | ---------------- | --- | ------ | ------- |
| 2014      | Puchar Mistrzów     | wstępna | Egipt   | Zamalek SC       | 0–1 | 0–2    | 0–3     |
| 2016      | Puchar Mistrzów     | wstępna | Maroko  | Wydad Casablanca | 2–1 | 0–2    | 2–3     |
| 2017      | Puchar Konfederacji | wstępna | Maroko  | Ittihad Tanger   | 1–2 | 0–1    | 1–3     |
| 2022/2023 | Puchar Konfederacji | 1       | Nigeria | Kwara United FC  | 0–0 | 0–3    | 0–3     |

## Stadion
Domowe mecze klub rozgrywa na stadionie o nazwie Stade Général Seyni Kountché w Niamey, który może pomieścić 35 000 widzów.

## Reprezentanci kraju grający w klubie od 2011 roku
Stan na styczeń 2023.
| - Victorien Adebayor - Abdoul Kader Arzakou - Khaido Assadeh - Mohamed Bachar - Ousseini Badamassi - Ousmane Chaïbou - Abdoulaye Coulibaly - Kassaly Daouda - Abdoul Kader Djibo - Moussa Gana - Abdoul Garba - Razak Oumarou Halidou - Ismaël Inoussa | - Zakari Issoufou - Ousseini Koudizé - Abdourahmane Mamane Lawali - Hamissou Mallam - Moussa Issa Mossi - Souleymane Dela Sacko - Boubacar Talatou - Moctar Yacouba - Nicolas Dognon - Olympe Gantin - Éric Tossavi - Fousseni Traoré - Franck Mawuena |